# Ars Nova (casa discografica)
La Ars Nova fu una casa discografica italiana attiva dal 1973 al 1990.

## Storia
La casa discografica Ars Nova venne fondata dal maestro Armando Sciascia, violinista e direttore d'orchestra abruzzese, negli anni '70, come sottoetichetta della Vedette specializzata nella musica classica e in particolar modo nella musica antica.
Le registrazioni degli interpreti italiani erano inedite oppure riprese dalle edizioni discografiche Angelicum o Arcophon, mentre per gli interpreti stranieri erano pubblicate in licenza da altre case discografiche (come la francese Harmonia Mundi, la bulgara Balkanton e l'americana Lyrichord) con una attenzione particolare agli interpreti di prestigio nel panorama musicale dell'epoca.